# Rubén Felgaer
Rubén Felgaer (Buenos Aires, 4 de abril de 1981) es un Gran Maestro Internacional de ajedrez argentino.
Logra el máximo título internacional en el 2002,ganando la Politiken CUP (Copenhague). Primer tablero del equipo olímpico en cuatro ocasionesolimpíadas de ajedrez en Bled 2002 (Eslovenia) y Calviá 2004 (España) Turín 2006, Italia y Dresde 2008, Alemania. Representando a Argentina en tres olimpiadas más Rusia 2010, Turquía 2012 y Noruega 2014.
Además se consagró bicampeón Panamericano Juvenil, campeón mundial juvenil por equipos (Río de Janeiro 2000) y multicampeón de diferentes torneos internacionales, entre los que se destacan el abierto de Madrid 2002, Campeonato Iberoamericano de Ajedrez del 2004, en Sevilla, España, el Open Internacional de Sort, disputado en 2005 Barcelona España y el Open de Lienz 2007 (Austria)
También ganó el Campeonato Argentino en cinco ocasiones, 2002, 2007 (jugado en junio de 2008) y 2008 (jugado en agosto de 2008), 2010 y 2014. Y el Campeonato Sudamericano 2.5, en cuatro ocasiones, Mar del Plata 2001, Asunción 2003, Asunción 2011 y Montevideo 2013.
En 2010 la Fundación Konex le otorgó el Premio Konex de Platino al mejor ajedrecista de la década.
Desde el 2014 se dedica a ser entrenador, siendo director técnico del equipo olímpico Argentino Bakú 2016, Azerbajian y Batumi 2018, Eslovenia.